# 文德斯莱本
文德斯莱本（德語：Wundersleben）是德国图林根州的一个市镇。总面积6.87平方公里，总人口680人，其中男性334人，女性346人（2011年12月31日），人口密度99人/平方公里。